# Jeffrey Sneijder
Jeffrey Sneijder (Utrecht, 16 september 1982) is een Nederlands voormalig profvoetballer. Hij is de broer van voetballers Wesley Sneijder en Rodney Sneijder.

## Biografie
Jeffrey Sneijder speelde negen jaar lang in de jeugd van Ajax. Hier speelde hij samen met spelers als Maarten Stekelenburg en Rafael van der Vaart in één elftal. Daar waar zijn jongere broer Wesley naar de A1 werd doorgeschoven, kwam Jeffrey in de A2. Op dat moment vertrok hij naar Stormvogels Telstar, met de hoop daar wel in de A1 te mogen spelen. Het spel van Sneijder in het belofteteam, zorgde ervoor dat hij tijdens het seizoen 2003/04 vier invalbeurten mocht maken in het eerste.
In februari 2004 liep Sneijder een kapotte meniscus op. Tijdens de revalidatie kreeg hij ook een blessure aan zijn rechterenkel. Het bleek dat het kraakbeen was afgebroken. Dit zorgde ervoor dat Sneijder een lange tijd uit roulatie was en zonder club kwam. Eenmaal hersteld wilde Sneijder een comeback maken in het betaalde voetbal. Hij trainde mee bij de amateurs van Ajax, later bij Jong Ajax en bij Jong RKC. Tijdens een wedstrijd met Jong RKC scheurde alles af rond zijn lies, waardoor hij tot na de zomer van 2006 moest herstellen.
Vanaf november 2006 speelde Sneijder in het tweede team van FC Den Bosch. Hier probeerde hij fit te worden om opnieuw een rentree te maken in het profvoetbal. Daarna kwam Sneijder uit voor de amateurs van USV Elinkwijk.

## Carrière
| seizoen | club                     | land      | competitie              | wed. | goals |
| ------- | ------------------------ | --------- | ----------------------- | ---- | ----- |
| 2001/02 | Jong Stormvogels Telstar | Nederland | Beloften Eerste Divisie |      |       |
| 2002/03 | Jong Stormvogels Telstar | Nederland | Beloften Eerste Divisie |      |       |
| 2003/04 | Stormvogels Telstar      | Nederland | Eerste divisie          | 4    | 0     |
| 2004/05 | Jong AFC Ajax            | Nederland | Beloften Eredivisie     |      |       |
| 2005/06 | Jong RKC Waalwijk        | Nederland | Beloften Eredivisie     |      |       |
| 2006/07 | Jong FC Den Bosch        | Nederland | Beloften Eerste Divisie |      |       |
| 2007/08 | USV Elinkwijk            | Nederland | Zondag Hoofdklasse A    |      |       |
|         | totaal:                  | totaal:   | totaal:                 | 4    | 0     |